# Karl Ferdinand Gutzkow
Karl Ferdinand Gutzkow (Berlino, 17 marzo 1811 – Sachsenhausen, 16 dicembre 1878) è stato uno scrittore, drammaturgo e giornalista tedesco.

## Biografia
Fece parte del movimento della Giovane Germania. Fu autore di spregiudicati romanzi (Wally la scettica, 1835), determinanti nel passaggio dal romanticismo al realismo, e di opere teatrali (Uriel Acosta, 1846), che riscossero un notevole successo presso i suoi contemporanei. Alcune sue opere, come Wally la scettica, incapparono nelle maglie della censura, e suscitarono molto clamore. Il suo lavoro più riuscito risultò Uriel Acosta, incentrato sulla contrapposizione fra un teologo ebreo, raffigurante la libertà di pensiero, e i rigidi tradizionalisti e conservatori religiosi della sua città.

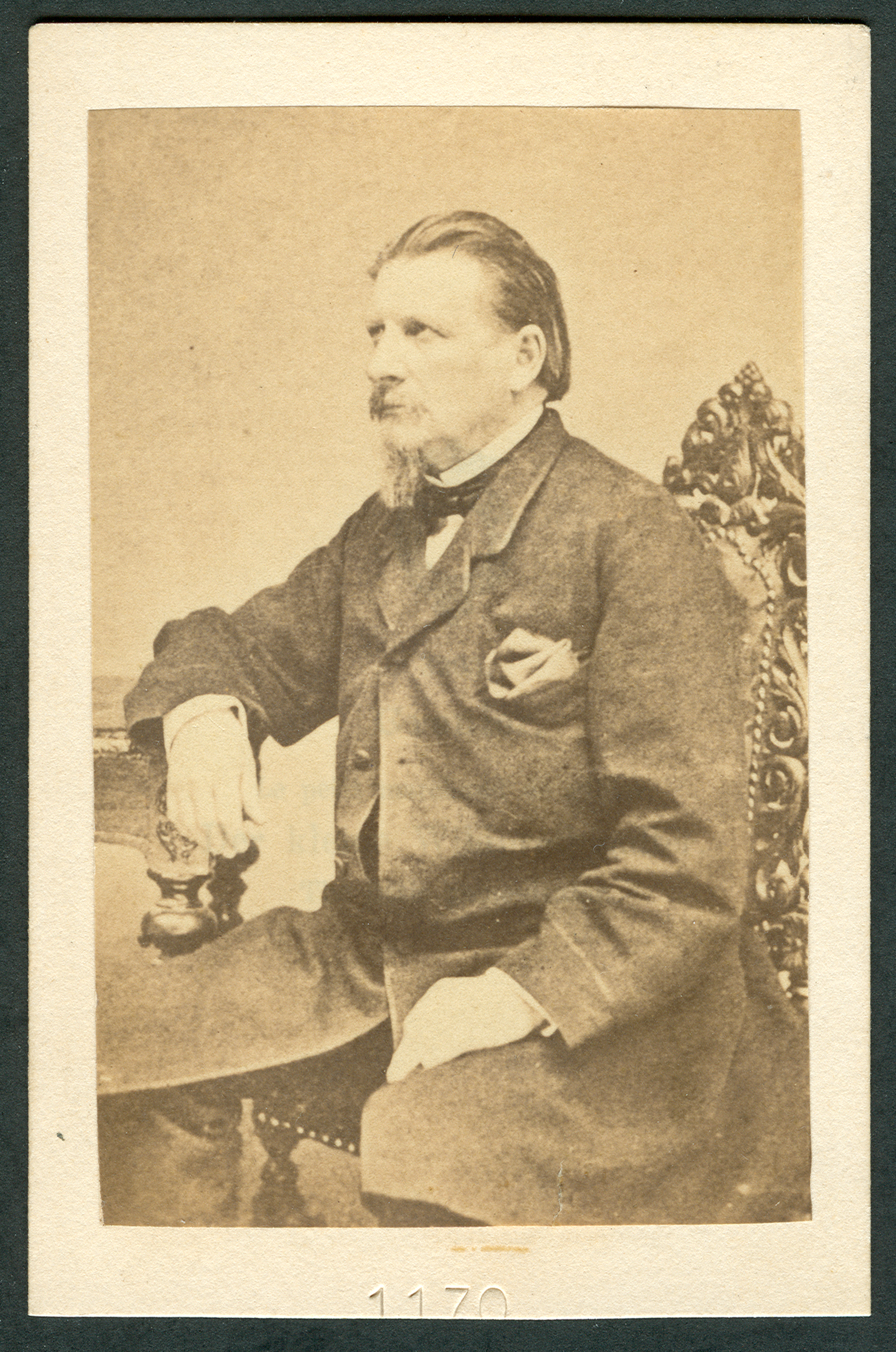
Gutzkow nel 1860

Le tematiche principali dei suoi scritti furono la rivendicazione dei diritti civili, della libertà di pensiero, la polemica contro i pregiudizi e contro le religioni, le speranze in un rinnovamento sociale e politico.
Svolse una significativa carriera come giornalista, durante la quale si distinse come inviato speciale a Parigi nel 1842.
Nel 1848 partecipò ai tumulti di Berlino, arringando il popolo, ed evidenziando un intenso impegno politico, che si attenuò solo dopo la morte della moglie.

## Opere

### Romanzi
- Briefe eines Narren an eine Narrin (1832)
- Maha-Guru, Geschichte eines Gottes (1833)
- Wally, die Zweiflerin
- Die Ritter vom Geiste

### Saggi
- Zur Philosophie der Geschichte (1836)
- Götter, Helden und Don Quixote (1838)

### Teatro
- Zopf und Schwert (1844)
- Das Urbild des Tartuffe (1847)
- Der Königsleutnant (1849)
- Uriel Acosta (1847)